# グロリア・ヴァンダービルト

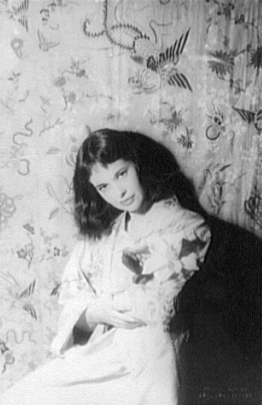
1958年撮影

グロリア・ヴァンダービルト (Gloria Laura Vanderbilt, 1924年2月20日 - 2019年6月17日) は、アメリカ合衆国の芸術家、作家、女優、相続人、ソーシャライト。ジーンズの初期のデザイナーとして知られる。高名なヴァンダービルト家の一族であり、CNNのアンカーマンであるアンダーソン・クーパーの母。

## 生い立ち

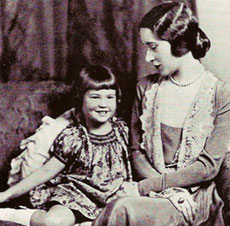
幼少期のグロリア・ヴァンダービルト（左）

ニューヨーク州ニューヨークで父レジナルド・クレイプール・ヴァンダービルト(1880年 – 1925年)と母グロリア・モーガン(1904年 – 1965年)の一人娘として生まれた。米国聖公会からグロリア・ローラ・ヴァンダービルトと洗礼名を受けたが、父の死後は母にならいカトリック教会に堅信。父にとって母とは再婚であり、キャスリーン・ネイルソンとの最初の結婚でもうけた異母姉キャスリーン・ヴァンダービルト(1904年 – 1944年)がいる。
生後18ヶ月の頃、父が肝硬変により亡くなり、500万ドルの信託基金の半分の相続人となった。彼女が成人するまで母親が管財人であり、母は彼女を連れてパリ旅行で何度も往復した。幼い彼女が「Dodo 」と呼び、手のかかる時代を面倒見てくれ仲の良い乳母、および当時のプリンス・オブ・ウェールズであるエドワード8世の元愛人であった母の双子の姉テルマも同行した。あまりにも頻繁にパリを往復するため、伯母ガートルード・ヴァンダービルト・ホイットニーは彼女の母の経済状況を調査。彫刻家で慈善家のホイットニーは彼女の養育権を求め、1934年に起こった養育権裁判はすぐに有名になった。この裁判は当時大きなスキャンダルとなり、まだ幼い彼女が周囲の影響を受けずに自分の意見を述べることができるよう裁判官は傍聴人全てに退出を命じた。何人かは法廷内で泣いたり嘆いたりしていた。母親に親としての資格がないと証言され、母親はこの法廷闘争で敗北し、彼女は伯母ガートルードの被保護者となった。
訴訟は続いたが、1937年暮れまでに彼女の母親は彼女の信託基金を400万ドル以上も使ってしまった。面会権に関しても、母のおそらく騒々しいであろうライフスタイルが彼女に不適切な影響を与えないかどうか慎重に検討された。ロングアイランドのオールド・ウエストバリーにある伯母ガートルードの豪華な邸宅で育てられた。同年代のいとこが住む広大な地所を囲むように建てられた家、またはニューヨーク市内に住んでいた。
この裁判の様子は1982年のNBCの連続ドラマ『Little Gloria... Happy at Last 』で描かれ、エミー賞6部門とゴールデン・グローブ賞にノミネートされた。
ロングアイランドのGreenvale School 、コネチカット州ファーミントンのMiss Porter's School 、ロードアイランド州プロビデンスのWheeler School で学び、アート・スチューデンツ・リーグ・オブ・ニューヨークで芸術的才能を伸ばし、彼女のキャリアは徐々に知られるようになった。成人し、信託基金を自分でコントロールできるようになると、母とは完全に切れたが晩年には世話をするようになった。
母はカリフォルニア州ビバリーヒルズで双子の姉であるファーネス子爵夫人テルマと長年暮らし、1965年、亡くなった。

## 経歴
ネイバーフッド・プレイハウスでサンフォード・マイズナーから演技を学び、アート・スチューデンツ・リーグ・オブ・ニューヨークで芸術を学んだ。油彩画、水彩画、パステル画で個展を開き、芸術作品で知られるようになった。例えばニューヨークのMargo Feiden Galleries Ltd. などで展示を行なっていた。1968年頃より、ホールマーク・カード社の紙製品や繊維業者のブルームクラフトで図柄に使用され、ライセンス化されるようになり、リネン、陶磁器、ガラス製品、食器類のデザインを手掛けるようになった。
1970年代、ファッション業界に進出し、グレンテックスと共に彼女の名のライセンスでスカーフを発表。1976年、インドのデザイナーMohan Murjani のMurjani Corporation は後ろポケットに彼女の名と彼女の白鳥のロゴを刻印したデザイナー・ジーンズの発売を提案。彼女のジーンズは当時の他のジーンズよりもタイトでフィットするものであった。ロゴは最終的にドレスや香水にも登場。彼女はジーンズの他、ブラウス、シーツ、靴、革製品、リキュール、アクセサリーも手掛けるようになった。2002年、ジョーンズ・アパレル・グループは彼女のジーンズの権利を要求。彼女は公の場に登場した最初のデザイナーの1人であったが、シャイな性格のため彼女にとっては困難であった。
1978年、彼女のブランド名の権利をMurjani Groupに売却。その後ニューヨークの7番街に自身の企業GV Ltd. を開業。
1982年から2002年までロレアルは「グロリア・ヴァンダービルト」のブランド名で8種の香水を発売。
1980年代、GV Ltd. の元パートナーと彼女の弁護士の詐欺を告訴。裁判は長期にわたり、途中で弁護士が亡くなったりしたが、彼女が勝訴しニューヨーク弁護士協会の詐欺被害者基金より30万ドルが支払われた。しかし弁護士が国税庁への支払いを怠っていたため、彼女は何百万ドルもの追徴課税を負い、サウサンプトンとニューヨークの邸宅を売却せねばならなかった。
2001年、マンチェスターのSouthern Vermont Arts Center で展示会『Dream Boxes 』を開催。好評により、2007年、同じアート・センターで35枚の絵画の展示会を開催。2年後、 このアート・センターでひらかれた『Annual Fall Show Exhibition 』で彼女の書籍『Obsession: An Erotic Tale 』にサイン会が行なわれた。
彼女は4冊の回顧録と3冊の小説を発表し、『ニューヨーク・タイムズ』、『ヴァニティ・フェア』、『ELLE』に定期的に寄稿している。『ニューヨーク』のデザイン編集者であるウェンディ・グッドマンによる彼女の年代記『The World of Gloria Vanderbilt 』が発表された。2010年11月にAbrams Books より、多くの未発表写真を掲載し発行された。また彼女の芸術作品を掲載したウェブサイトも作成されている。
2019年6月17日、胃がんのため、死去。95歳没。

## プライベート

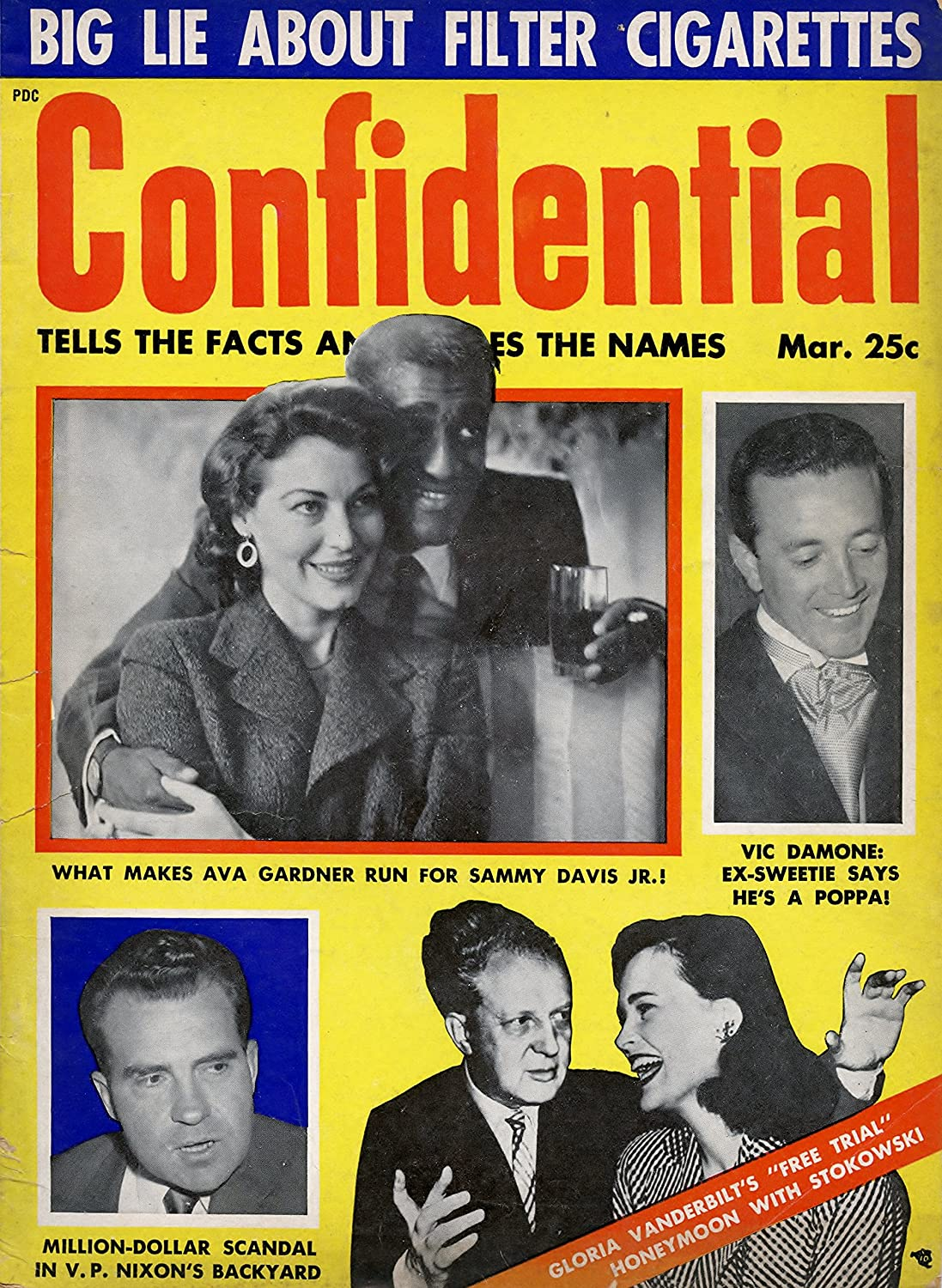
ストコフスキーとグロリア夫妻（右下）を報じる雑誌の表紙。1955年

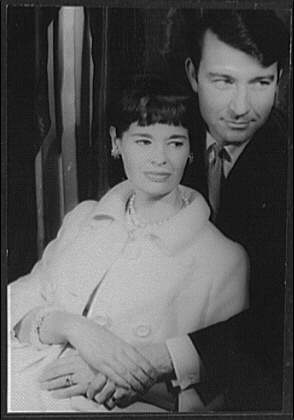
4人めの夫クーパーと。1964年

1941年、17歳の頃、アルバート・R・ブロッコリのいとこでエージェントのPat DiCicco と結婚するためハリウッドへ向かった。1945年、離婚。彼は異常に神経質で虐待的な性質であり、彼女を「Fatsy Roo 」と呼び殴った。「彼は私の頭を掴んで壁に打ち付けた」「私の目の周りには黒いあざができた」と語った。パットはラッキー・ルチアーノの子分と言われる男で、前妻のセルマ・トッドはパットと離婚の翌年謎の死を遂げた。
1945年4月、指揮者のレオポルド・ストコフスキーと再婚。1950年8月22日、長男レオポルド・スタニスラス・ストコフスキー(愛称スタン)、1952年1月31日、次男クリストファー・ストコフスキーをもうけたが、1955年10月離婚。次男は母グロリアとの口論がきっかけで1978年に家出し失踪、2016年に再会するまで音信不通だった。
1956年8月28日、映画監督のシドニー・ルメットと再々婚したが1963年8月離婚。
1963年12月24日、作家のワイアット・エモリー・クーパーと再々々婚。三男カーター・ヴァンダービルト・クーパー (1965年1月27日 – 1988年7月22日)、CNNのニュースキャスターである四男アンダーソン・クーパー (1967年6月3日 - )をもうけた。1978年、ワイアットはニューヨークで受けた開胸術の最中に死亡。カーターは23歳の頃、母であるグロリアが引き留めたにもかかわらず、母親の目の前で家族の14階のアパートから飛び降り自殺。彼女は気管支喘息の処方箋薬のプロベンティルのアレルギーによる精神疾患によるものと信じている。
長男スタンと作家のアイヴィ・ストリックの間に1983年3月、オーロラ、1985年2月、エイブラ、芸術家のエミリー・ゴールドスタインとの間に1998年、マイルスが誕生。
写真家で映画製作者のゴードン・パークスと長年にわたり交際し、2006年に彼が亡くなるまで続いた。
デザイナーのダイアン・フォン・ファステンバーグとコメディエンヌのキャシー・グリフィンとは親友であり、2011年9月19日、息子であるアンダーソン・クーパーのトーク番組『Anderson 』に出演した際、グリフィンについて「娘のようなもの」と語った。
2012年の彼女の純資産は2億ドルと報じられた。

## 書籍
回顧録:
- Once Upon a Time: A True Story[29]
- Black Knight, White Knight[30]
- A Mother's Story[31]
- It Seemed Important at the Time: A Romance Memoir[32]
- The Rainbow Comes and Goes[33] (息子のアンダーソン・クーパーとの共著)

小説:
- The Memory Book of Starr Faithfull[34]
- Never Say Good-Bye[35]
- Obsession:  An Erotic Tale[36]